# Tarjeta de coordenadas
La tarjeta de coordenadas es una herramienta de seguridad adicional al PIN o clave de seguridad bancaria requerida para realizar operaciones que impliquen movimiento de fondos o contratación de productos y servicios a través de servicios a distancia (banca electrónica o banca telefónica).

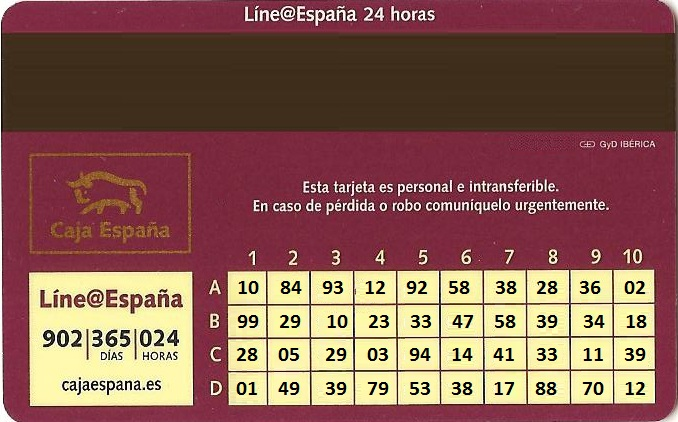
Ejemplo de tarjeta de Coordenadas de Caja España

Conforma un segundo factor de autenticación (algo que uno sabe) de la cuenta bancaria, pero a diferencia del PIN, que es fijo, es dinámica. Cuando una clave es dinámica es más difícil para los estafadores electrónicos (Phishing o correos fraudulentos) robar claves para hacer transferencias por Internet. Cada vez que lo intenten necesitarán una coordenada distinta, que es aleatoria y vence con cada sesión.
Actualmente existen sistemas mucho más seguros que las tarjetas de coordenadas, como el token de seguridad, pero su coste y muchas veces el impacto social impiden su introducción inmediata en el mercado.

## Descripción
La Tarjeta de Coordenadas es una tarjeta de plástico, del tamaño de una tarjeta de crédito, que contiene una matriz o serie de números (generalmente pares de datos) impresos, es decir, ordenados en filas y columnas. Las filas están tituladas con números ascendentes a partir del 1 y las columnas con letras ascendentes alfabéticamente comenzando desde la A. En algunas entidades, el orden es inverso: en las filas se encuentran las letras por orden alfabético, y en las columnas los números. Para una tarjeta de 100 coordenadas se necesitan 10 filas (del 1 al 10) y 10 columnas (de la A a la J). La primera celda se llamará A1 y la última J10.
|    | A  | B  | C  | D  | E  | F  | G  | H  | I  | J  |
| -- | -- | -- | -- | -- | -- | -- | -- | -- | -- | -- |
| 1  | 89 | 56 | 41 | 13 | 26 | 23 | 16 | 10 | 87 | 78 |
| 2  | 06 | 46 | 69 | 89 | 62 | 80 | 81 | 96 | 87 | 13 |
| 3  | 33 | 46 | 05 | 99 | 14 | 63 | 64 | 45 | 18 | 66 |
| 4  | 56 | 52 | 04 | 56 | 92 | 27 | 85 | 99 | 59 | 47 |
| 5  | 02 | 24 | 58 | 67 | 79 | 31 | 49 | 55 | 52 | 09 |
| 6  | 68 | 26 | 62 | 05 | 60 | 32 | 53 | 08 | 99 | 47 |
| 7  | 37 | 49 | 45 | 90 | 39 | 33 | 85 | 13 | 22 | 11 |
| 8  | 05 | 77 | 72 | 24 | 31 | 35 | 06 | 48 | 80 | 95 |
| 9  | 33 | 62 | 89 | 08 | 85 | 91 | 21 | 87 | 30 | 97 |
| 10 | 16 | 50 | 68 | 58 | 65 | 96 | 91 | 74 | 55 | 65 |

## Funcionamiento
Al solicitar una transacción protegida por tarjeta de Coordenadas (generalmente una transferencia bancaria electrónica, ya sea pago de impuestos y servicios, pago de compras, pago de sueldos, cambio de domicilio, etc) el sistema requerirá el número que se encuentra impreso en alguna celda. Por ejemplo, si tenemos la Tarjeta de Coordenadas del ejemplo, si solicita A8 se debe introducir el número 05, si solicita G3 se debe introducir el número 64, etc. Este procedimiento se repetirá y si las respuestas son correctas, podrá realizar la operación requerida. En caso contrario, se le denegará.

## Activación
En algunos casos tras recibir una nueva tarjeta de coordenadas debe activarla. Para ello hay que acudir a un cajero automático, introducir su tarjeta de débito y su PIN, y seleccionar la opción de Asociación de Tarjeta Coordenadas, siguiendo los pasos que se le indique. Una vez finalizada esta operación, su Tarjeta de Coordenadas estará lista para ser utilizada y siempre le será solicitado el ingreso de coordenadas para realizar operaciones seguras.

## Recomendaciones de seguridad
- La tarjeta de Coordenadas es única para cada usuario.
- Su banco nunca le solicitará todas las claves juntas de su Tarjeta de Coordenadas o que complete los valores vía correo electrónico o a través de llamados telefónicos. Y en general no se solicitan más de 1 o 2 valores por operación.
- No preste su tarjeta ni divulgue su contenido a terceros.
- Manténgala en un lugar seguro.
- Ante cualquier duda, consultas, pérdida o sustracción de su Tarjeta de Coordenadas comuníquelo a su banco urgentemente.
- Cancelar la tarjeta si se entrega en un sobre abierto.